# Erwin van Lambaart

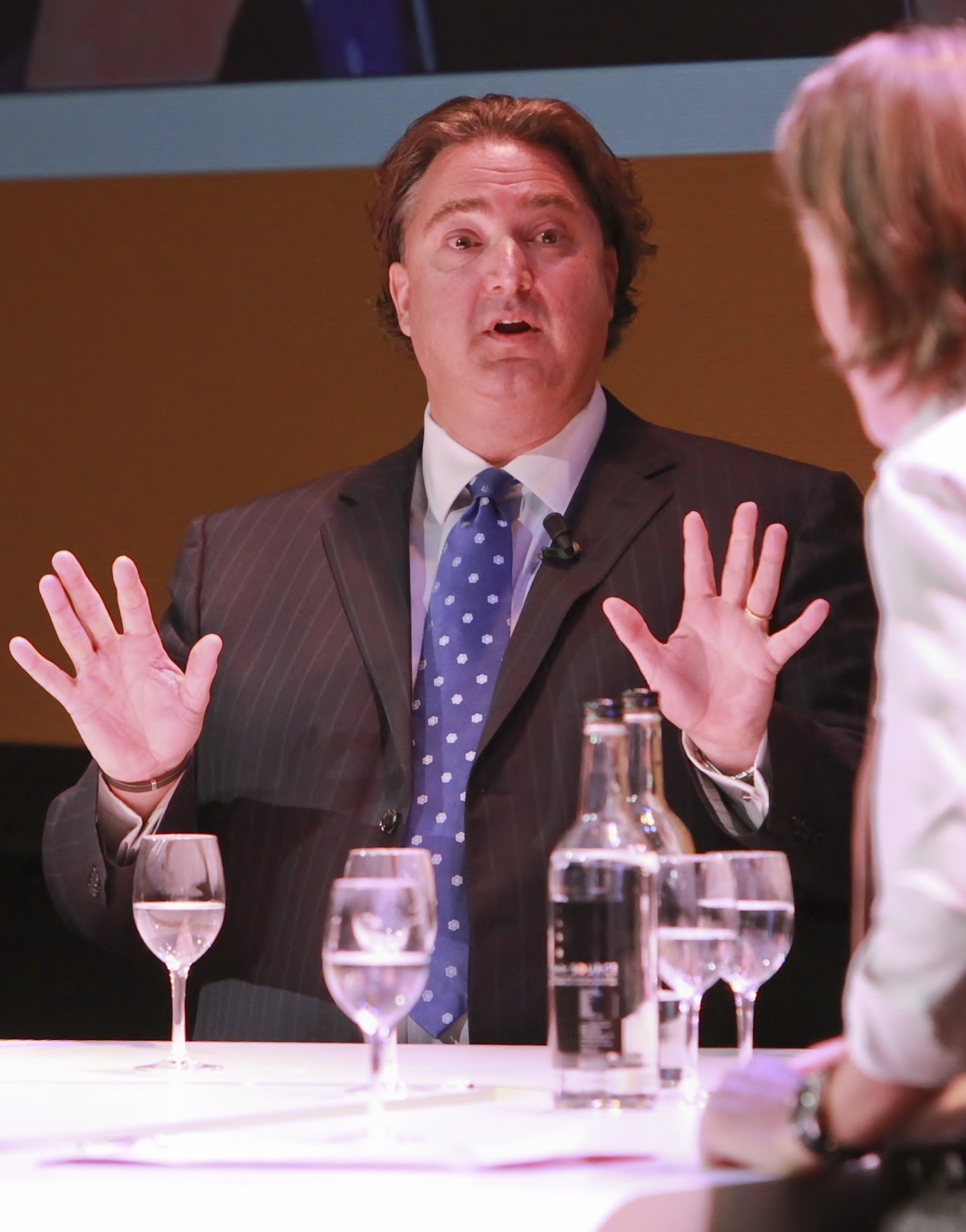
Erwin van Lambaart (2011)

Erwin van Lambaart (* 22. Juni 1963 in Rotterdam) ist ein niederländischer Manager und  Theater- und Fernsehproduzent. Seit April 2022 ist er Generaldirektor der Casinos Austria AG.

## Leben
Erwin van Lambaart absolvierte die Hotelfachschule Hoge Hotelschool in Den Haag. Seine Berufslaufbahn begann er 1985 in der Hotelbranche, von 1995 bis 1998 war er Directeur Délègue Economy Hotels Holland & Sales and Marketing Manager Benelux bei der Hotelkette Accor.
Anschließend war er als Theater- und Fernsehproduzent tätig. Von 1998 bis 2011 fungierte er als Geschäftsführer der Joop van den Ende Theaterproducties/Stage Entertainment Netherlands und produzierte Musicals wie Mamma Mia! und Der König der Löwen. 2006 machte ihn Joop van den Ende, Mitbegründer von Endemol, zum General Manager und Chief Content Officer der Stage Entertainment International. 2012 wechselte er zum niederländischen Medien- und Unterhaltungsunternehmen Niehe Media BV. Dort war er bis 2014  Geschäftsführer. Von 2014 bis 2016 führte er die Geschäfte der Sail Event Partners CV und ACE Concepts & Events BV.
2016 wurde er Vorstandsvorsitzender der staatlichen Holland Casinos NV. Im November 2021 wurde er vom Aufsichtsrat zum Generaldirektor des teilstaatlichen Glücksspielkonzerns Casinos Austria AG (CASAG) ab April 2022 bestellt. Mit 14. März 2022 zog er in den Vorstand der Casinos Austria ein, mit 1. April 2022 übernahm er als Nachfolger von Bettina Glatz-Kremsner die Position des Generaldirektors und wurde Vorstandsvorsitzender der Österreichischen Lotterien GmbH. Ende Mai 2022 wurde er Vorstandsmitglied der Österreichischen Sporthilfe unter Präsidentin Susanne Riess.
Erwin van Lambaart ist verheiratet und Vater zweier Kinder.

## Auszeichnungen
- 2024: Global Gaming Awards EMEA: Executive of the Year[8][9]